# Богородице-Рождественский собор (Красноярск)
Кафедральный собор во имя Рождества Пресвятой Богородицы — самый крупный православный храм дореволюционного Красноярска, снесённый в советское время.
Пятый по счёту каменный храм города. Построен по проекту архитектора Константина Тона в 1845—1861 годах, одновременно с московским Храмом Христа Спасителя. Состоял из храма Рождества Пресвятой Богородицы и приделов: Крестовоздвиженского (на южной стороне), святого Николая (на северной стороне) и придела святых мучеников Исидора и Татьяны.

## Планы строительства

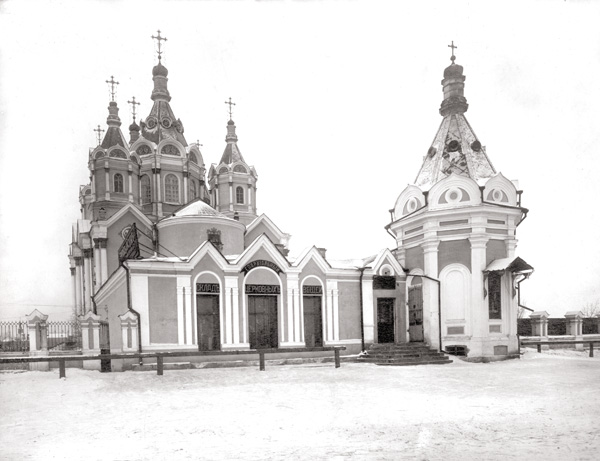
Вид на часовню, с западной стороны — 1916 год.

Идея постройки храма возникла в 1843 году. К этому времени Красноярск уже более двадцати лет был центром Енисейской губернии. С 30-х годов XIX века в Сибири быстро развивалась золотодобыча, население города увеличилось, поэтому возникла необходимость в постройке нового большого храма. В октябре 1843 года в Красноярске проходил съезд золотопромышленников. Во время съезда было получено официальное известие о рождении 8 сентября 1843 года его императорского высочества наследника Цесаревича, Великого князя Николая Александровича. При получении этого известия у золотопромышленников возникла идея постройки нового храма. Тогда же была открыта подписка пожертвований на строительство. Было собрано 96 400 рублей. Эту сумму вручили одному из главных золотопромышленников, купцу 1-й гильдии Исидору (Сидор) Григорьевичу Щёголеву — для постройки храма.
16 октября 1843 года купец И. Г. Щёголев подал Епископу Томскому и Енисейскому Афанасию прошение «с приложением копии с постановления сделанного золотопромышленниками на устроение в городе Красноярске Нового Собора во имя Рождества Пресвятые Богородицы с приделами: Воздвижения честного и животворящего креста и Святителя Чудотворца Николая».

## Строительство

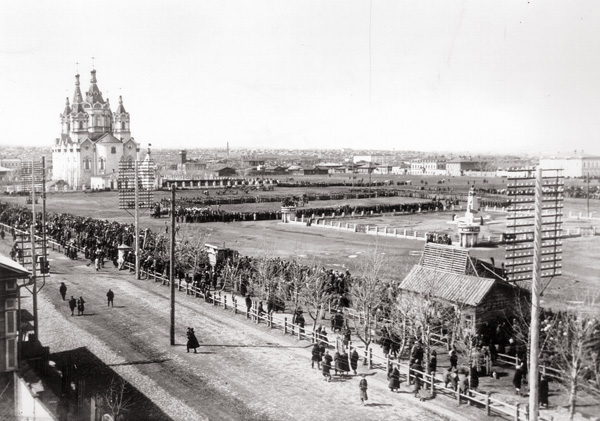
Вид на собор 1928 год.

По плану, составленному архитектором Тоном и высочайше утверждённому 8 июня 1844 года, храм был заложен 15 июля 1845 года на Новособорной площади. По первому плану губернского Красноярска на новой центральной площади было намечено место под соборную церковь, отчего и сама площадь называлась горожанами Новособорной.
К сентябрю 1849 года был почти закончен, но 29 сентября верхние своды его с куполами рухнули, стены растрескались, и здание было разобрано до основания, кроме колокольни, которая была признана прочной. Вместо разрушенного храма, на постройку которого была израсходована вся ранее собранная сумма, почетный гражданин купец Исидор Щёголев на собственные деньги по прежнему плану на том же месте воздвиг новый храм.
Храм этот предполагали назвать Николаевским, то есть освятить в честь Николая Чудотворца и в честь Цесаревича, но впоследствии назвали Богородице-Рождественским, как бы знаменуя этим момент рождения наследника. Постройка храма с иконостасом, утварью, ризницей и колоколами, по заявлению строителя, стоила 560 000 рублей. Храм был освящён 7 сентября 1861 года Преосвященным Порфирием, Епископом Томским и Енисейским, который по приглашению строителя специально прибыл для этого из Томска.
Храм имел размеры: в длину 55,3 метра, в ширину 23,4 метра и внутреннюю высоту 40,4 метров. Для отопления были построены четыре пневматические печи. Под собором был сооружён подземный храм, освящённый в честь мучеников Исидора и Татианы, в 1913 году на средства Соборного причта пристроили также подземный храм в честь прп. Евфимия Суздальского чудотворца.

## История
После завершения строительства на Новособорной (Новобазарной) площади сформировался новый общественно-торговый центр. На площади начинают строить свои дома и магазины известные в городе купцы, золотопромышленники и меценаты.
В 1858 году Николай Александрович подарил собору икону Рождества Богородицы в серебряной ризе, с датой своего рождения в верхней части иконы (8 сентября 1843 года).
С 1862 года — Кафедральный собор Енисейской епархии.
В 1866 году императрица Мария Александровна подарила собору полную ризницу.
21 июля 1873 года (по старому стилю) собор посетил Великий Князь Алексей Александрович.
1 июля 1891 года собор посетил Николай II.

## Разрушение

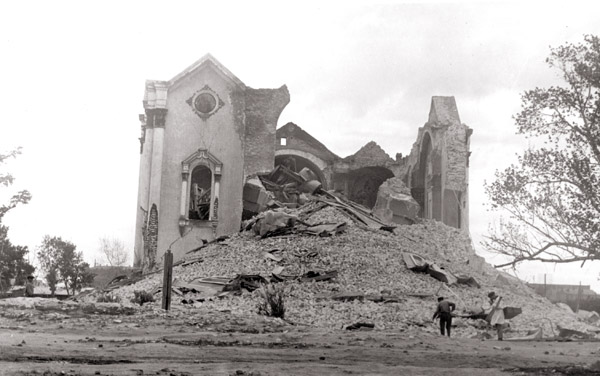
1936 год.

1 мая 1921 года на митинге было принято решение переименовать Новособорную (Новобазарную) площадь в площадь Революции.
Московский Храм Христа Спасителя был взорван в 1931 году. Богородице Рождественский кафедральный собор был взорван 12 июля 1936 году.
В 1936 году профессору А. Д. Крячкову поручили разработать проект здания Дома Советов, которое предполагалось построить на месте разрушенного собора. Вокруг здания планировалось соорудить сквер. Строительство архитектурного ансамбля площади Революции (площадь получила новое название в мае 1921 года) было завершено только в 1956 году. Кроме собора были разрушены торговые ряды и торговый центр «Пассаж».
На фундаменте храма было построено здание Дома Советов (ныне администрации Красноярского края). В центре площади в 1970 году был установлен памятник В. И. Ленину (скульптор Борис Пинчук). По периметру площади были построены здания Совнархоза, управлений железной дороги и Аэрофлота, Центра научно-технической информации, универсальной научной библиотеки Красноярского края.

## Старосты
- октябрь 1862 — июль 1872 года — Токарев Николай Петрович
- 6 июля 1872 года — Щеголев Александр Исидорович[2]

## Перспективы восстановления
В 2012 году в ходе визита Патриарха Московского и всея Руси Кирилла в Красноярск была установлена договоренность о воссоздании собора на территории Стрелки. Воссоздавать планируется по оригинальным проектам Константина Тона, а местом строительства выбрали часть набережной Стрелки между зданием филармонии и Культурно-историческим центром, бывшую арендованной московскими инвесторами для строительства бизнес-центра. Точная дата начала строительства неизвестна, однако уже 21 сентября 2013 года состоялась церемония освящения закладного камня и креста на площадке для храма. При этом посыпалась многочисленная критика, так как храм займёт место одной из наиболее популярных зелёных зон в центре, а почва у реки вряд ли сможет выдержать объём собора.

## См. также

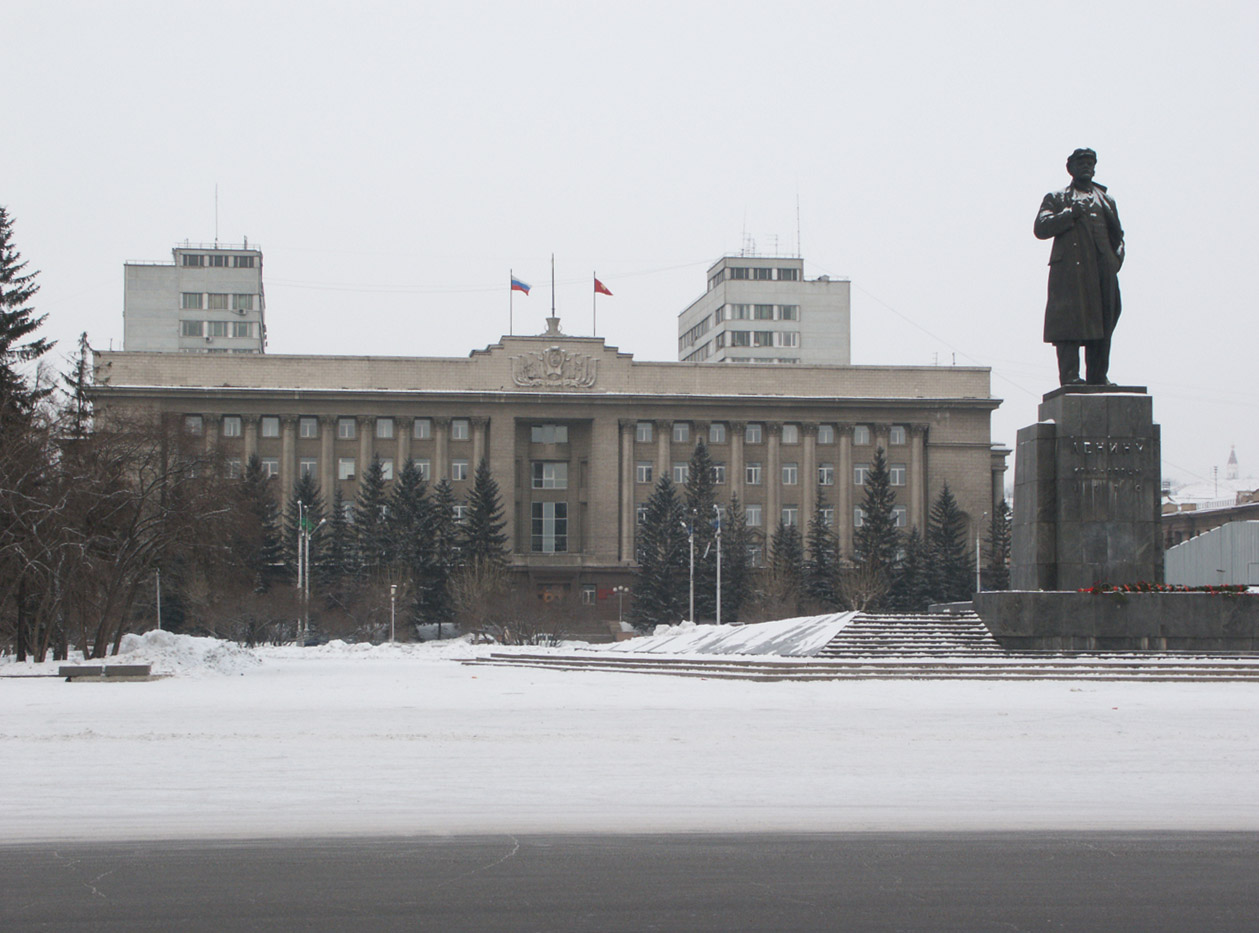
Современный вид на здание администрации